# Маслува
Ма́слува (эст. Masluva), ранее Машнево (эст. Mašnevo), Машнова (эст. Mašnova), Маснево, Маснова (эст. Masnova), Маслово, Маслова (эст. Maslova), Майне (эст. Maine), Вийнамяэ (эст. Viinamäe) — деревня в волости Сетомаа уезда Вырумаа, Эстония. Исторически относится к нулку Юле-Пелска.
До административной реформы местных самоуправлений Эстонии 2017 года входила в состав волости Меремяэ (упразднена).

## География и описание
Расположена в 25 километрах к востоку от уездного центра — города Выру — и в 20 километрах к юго-западу от волостного центра — посёлка Вярска. Высота над уровнем моря — 103 метра.
Климат переходный от морского к континентальному. Официальный язык — эстонский. Почтовый индекс — 65376.

## Население
По данным переписи населения 2021 года, в Маслува насчитывалось 5 жителей, все — эстонцы (сету в перечне национальностей выделены не были).
По данным переписи населения 2011 года, в деревне  проживали 3 человека, все — эстонцы (сету в перечне национальностей выделены не были).
Численность населения деревни Маслува по данным переписей населения:
| Год  | 1959 | 1970 | 2000 | 2011 | 2021 |
| ---- | ---- | ---- | ---- | ---- | ---- |
| Чел. | 28   | ↘ 22 | ↘ 2  | ↗ 3  | ↗ 5  |

## История
В письменных источниках примерно 1652 года упоминается Маслово, 1686 года — Маслова, 1788 года — Машнева, примерено 1790 года — Машлева,  1882 года — Машнево (пустошь), 1923 года — Mašnevo (хутор), 1937 года — Mašnova (хутор), 1945 года — Masnova, 1970 года — Maslova.
В 1977–1997 годах Маслува была частью деревни Корски.

## Комментарии
1. ↑  Эстонские топонимы, оканчивающиеся на -а, не склоняются и не имеют женского рода (исключение — Нарва)[8].